# Carl Scharpff
Peter Carl Scharpff (* 1806) war von 1849 bis 1858 bayerischer Landtagsabgeordneter.

## Leben
Scharpff war Actuar am Landkommissariat Kusel. In der Zeit der Reaktion nach dem pfälzischen Aufstand wurde er 1851 quiesciert (in den einstweiligen Ruhestand versetzt).

## Politik
Scharpff wurde 1848 im Wahlkreis Lauterecken, zu dem auch Kusel gehörte, zum ersten Ersatzkandidaten für die Frankfurter Nationalversammlung gewählt. Zweiter Ersatzkandidat wurde der Notar Hoseus. In die Paulskirchenversammlung zog Friedrich Schüler für die äußerste Linke ein.
Als erster Vertreter des Wahlbezirks Homburg-Cusel zog Scharpff 1849 in die Kammer der Abgeordneten des Bayerischen Landtags ein. Dieser wurde am 7. Dezember 1848 zum ersten Mal nach neuem Wahlrecht gewählt und trat am 15. Januar 1849 zusammen. Scharpff war dort Sekretär im Ausschuss III. für die innere Verwaltung. Die 19 Abgeordneten aus der Rheinpfalz galten als Vertreter der „radikalen Linken“. Nach dem gescheiterten Aufstand wurde der 13. Bayerische Landtag am 10. Juni 1849 durch König Maximilian II. aufgelöst.
Scharpff wurde im Herbst 1849 erneut in den 14. Landtag gewählt (8. Wahlperiode). Er vertrat dort seinen Wahlkreis (seit 1858 Homburg) bis zum 18. Landtag der 9. Wahlperiode. Er gehörte 1849–1850 dem Ausschuss für Gegenstände der inneren Rechtsverwaltung und 1851–1852 dem Ausschuss für die Untersuchung der Beschwerden wegen Verletzung der Staatsverfassung an.
Im Jahr 1858 schied Scharpff aus der Versammlung aus. Sein weiterer Lebensweg ist unbekannt.